# Trans Anguilla Airways

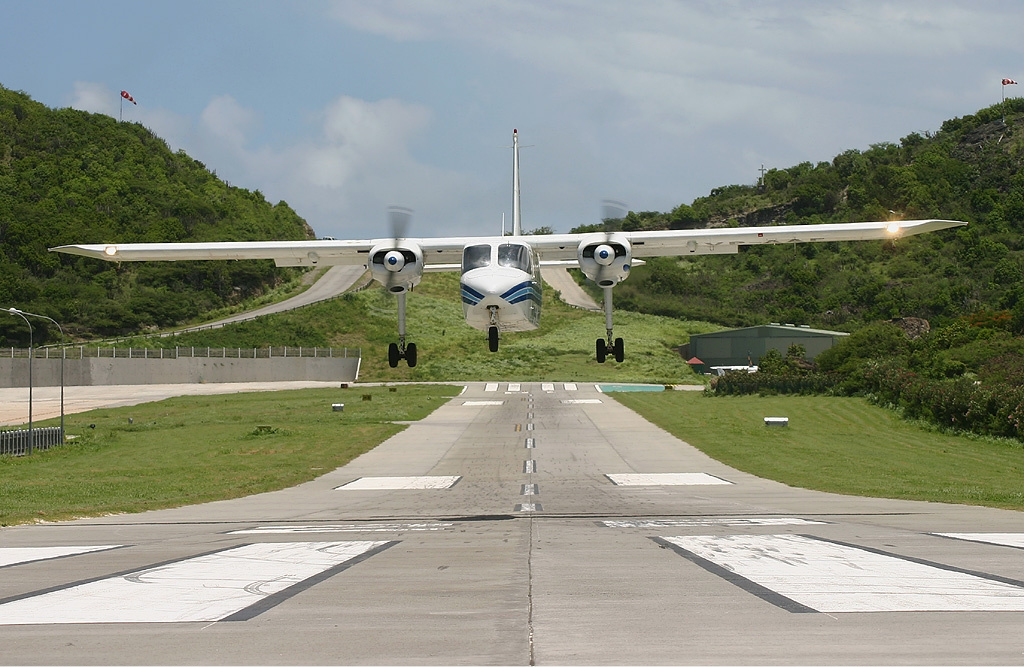
Eine Britten-Norman BN-2 Islander der Trans Anguilla Airways beim Start in Saint-Barths

Trans Anguilla Airways ist eine Fluggesellschaft aus Anguilla mit Sitz am Clayton J. Lloyd International Airport, die Linien- und Charterflüge zu den umliegenden karibischen Inseln sowie nach FAA-Qualitätsstandards zertifizierte Wartungsarbeiten anbietet.

## Geschichte
Trans Anguilla Airways wurde 1996 als Lufttaxi-Unternehmen gegründet. Im Jahr 2000 gründete Trans Anguilla Airways die Tochtergesellschaft Gumbs Aircraft Maintenance Limited und wurde damit zum ersten nach FAA-Qualitätsstandards zertifizierten Wartungsunternehmen für Flugzeuge auf Anguilla.

## Flugziele
Trans Anguilla Airways fliegt von Anguilla aus die umliegenden karibischen Inseln Nevis, Saint-Barthélemy, Sint Eustatius, Saint Kitts, Sint Maarten und Virgin Gorda sowie von letzterer Tortola planmäßig an. Die Flüge werden ähnlich wie Buslinien zwischen den Inseln durchgeführt. Auf einigen Strecken muss Trans Anguilla Airways aufgrund lokaler Bestimmungen einen Touch-and-Go durchführen. Zudem werden Charterflüge angeboten. Für die kurzlebige Air Montserrat (Flugbetrieb von 2006 bis 2007) führte Trans Anguilla Airways u. a. Charterflüge, Sightseeing-Flüge und MedEvac-Flüge durch. Montserrat ist wegen des aktiven Vulkans Soufrière Hills für den Flugverkehr problematisch.

## Flotte
Trans Anguilla Airways besitzt nach Stand April 2022 zwei Britten-Norman BN-2 Islander mit jeweils neun Sitzen.

## Ehemalige Flugzeugtypen
- Cessna 402

## Zwischenfälle
Am 2. Februar 2008 kam es kurz nach dem Start einer 39 Jahre alten von Air Montserrat geleasten Britten-Norman Islander (Kennzeichen VP-AAG) vom Flughafen Anguilla mit Ziel Sint Maarten zu einem Absturz, bei dem das Flugzeug irreparabel beschädigt wurde. Der Pilot und die beiden Passagiere wurden leicht verletzt.